# Josh Harrington
Josh Harrington (Greenville, Carolina do Norte, 21 de agosto de 1983) é um ciclista estadunidense. Começou a praticar BMX quando estava no 7º ano de escolaridade.